# Torre civica (Castel Goffredo)
Die Torre civica (Stadtturm, auch Uhrturm genannt) ist ein historisches Gebäude der Stadt Castel Goffredo in der Provinz Mantua.

## Standort
Das Gebäude befindet sich auf der Piazza Mazzini in der Altstadt, und begrenzte damals die alte Burg von Castelvecchio (castellum vetus). An seiner rechten Seite befand sich der Palazzo del Vicario, jetzt in den Palazzo Gonzaga-Acerbi einbezogen. Der Turm steht links vom Palazzo Gonzaga-Acerbi und Palazzo della Ragione. Er ist seit Jahrhunderten Bestandteil des politischen Zentrums der Stadt und gilt allgemein als Wahrzeichen von Castel Goffredo.   

## Geschichte

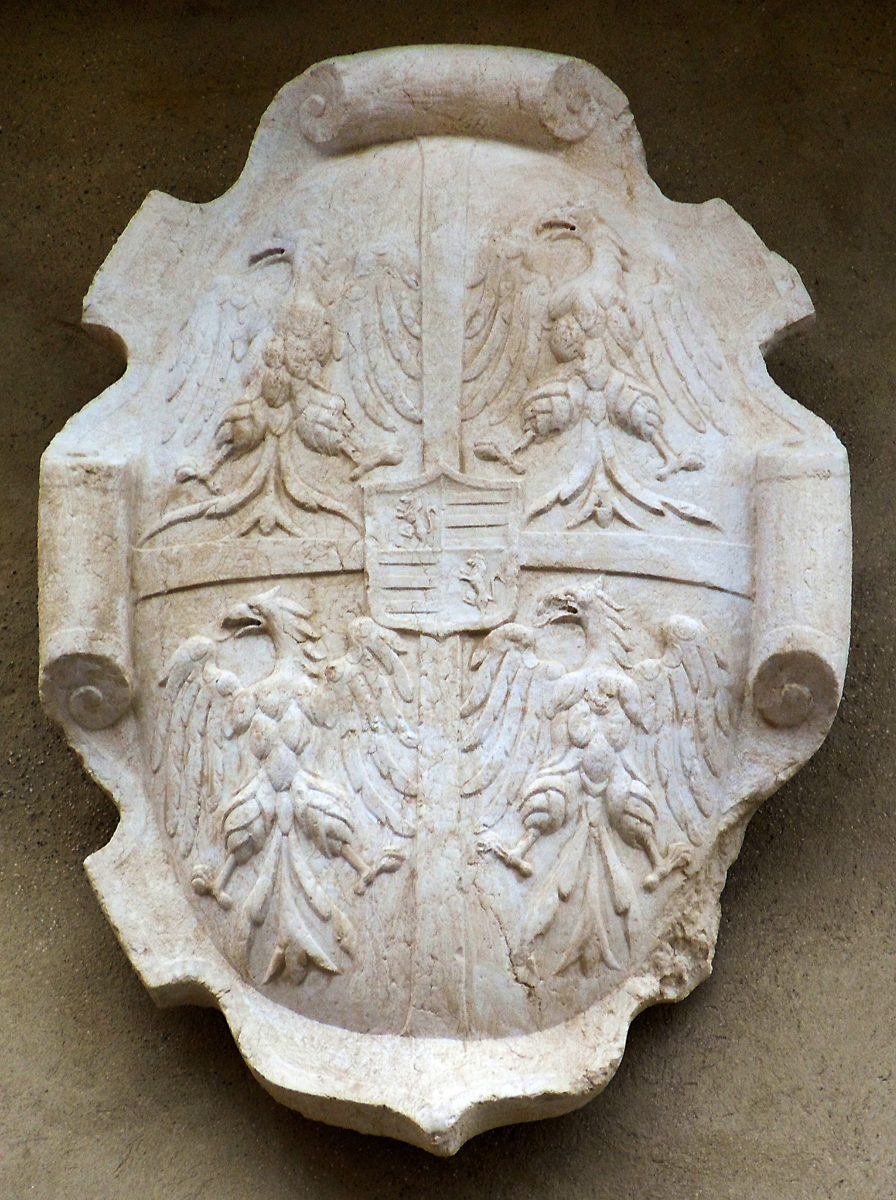
Gonzaga-Wappen am Stadtturm (16. Jahrhundert)

Der Turm war ein Teil der ersten Befestigungsanlagen der Stadt und schloss den mittelalterlichen Stadtteil Castelvecchio an der südlichen Seite.
Seine Gründung, die vielleicht auf einem zuvor bestehenden Gebäude entstand und 1,30 Meter dicke Mauern hatte, geht auf das 13. Jahrhundert zurück und seit 1438 befindet sich hier die öffentliche Uhr.
Über dem Bogen, der damals über ein Fallgitter verfügte, hängt das Wappen der Familie Gonzaga von Mantua und an den Seiten sind zwei Epigraphe zu finden, die der Marchese Aloisio Gonzaga in der ersten Hälfte des 16. Jahrhunderts erstellen ließ.

## Struktur

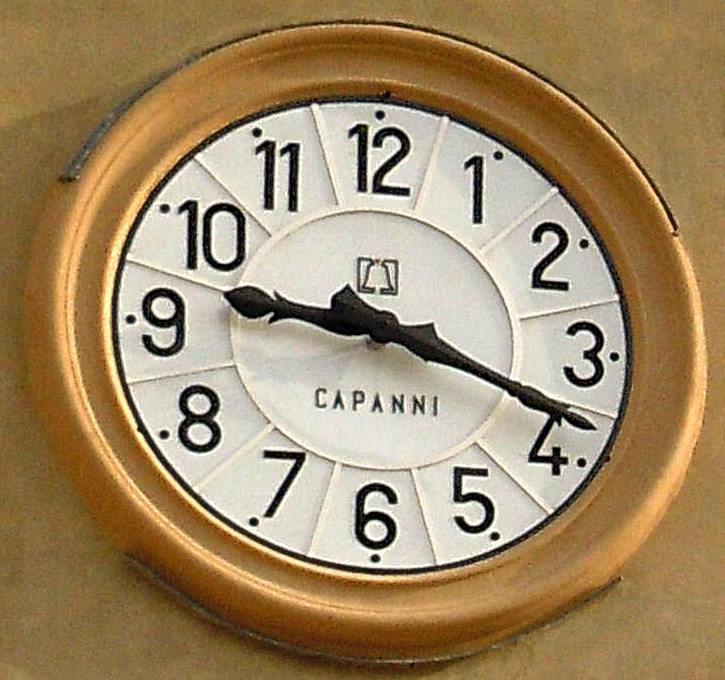
Uhr des Bürgerturms

Am Anfang war der Stadtturm 20 Meter hoch und mit einem Dach bedeckt, dann wurden  einige Ausbauarbeiten durchgeführt und er erreichte die heutige Höhe von 27 Metern. Der Turm verfügte an der östlichen Seite über eine Außentreppe, die den Platz mit dem Inneren des Turmes in Verbindung stellte. Hier sprach man Recht und seit dem 15. Jahrhundert befand sich dort auch eine Folterkammer.
1492 wurde der Turm mit einer neuen Glockenstube erhöht, die noch heute acht Glocken beherbergt. Einige von ihnen stammen aus dem 16. Jahrhundert und gehören der Propsteikirche Sankt Erasmus.
1925 wurde die Dachbedeckung entfernt und man baute die Schwalbenschwanzzinnen.
Als von 1983 bis 1984 außerordentliche Wartungsarbeiten durchgeführt wurden, wurde der bestehende Verputz zuerst entfernt und dann komplett erneuert. Außerdem wurden manche statischen Probleme gelöst. 

## Der schiefe Turm
Der Turm weist seit Jahrhunderten einen ausgeprägten Überhang auf, mit Neigung zur Piazza Mazzini. Daher wurde er im Jahr 2006 gründlich untersucht, weil die Neigung in den letzten Jahrzehnten stark zugenommen hatte. Die typisch mittelalterlichen Eigenschaften machen den Turm zu einem der wichtigsten Denkmäler der Stadt, das schon beim Ankommen in Castel Goffredo zu erkennen ist.